# マーク・マグサヨ
マーク・マグサヨ（Mark Magsayo、1995年6月22日 - ）は、フィリピンのプロボクサー。タクロバン出身。元WBC世界フェザー級王者。

## 来歴
2015年6月11日、セブのウォターフロント・ホテル・アンド・カジノでラファエル・レイエスとIBF世界フェザー級ユース王座決定戦を行い、5回2分29秒TKO勝ちを収め王座を獲得した。
2016年2月27日、ウォターフロント・ホテル・アンド・カジノでエドゥアルド・モントーヤとWBO世界フェザー級ユース王座決定戦を行い、10回3-0（97-92、100-89、99-90）の判定勝ちを収めIBFに続くユース王座を獲得した。
2016年4月23日、セブのセブ・シティ・スポーツ・コンプレックスでクリス・アバロスとWBOインターナショナルフェザー級王座決定戦を行い、6回1分55秒TKO勝ちを収め王座を獲得した。
2020年3月10日、所属していたALAプロモーションズが閉鎖された為マニー・パッキャオが擁するMPプロモーションズと契約した。
2021年8月21日、ラスベガスのT-モバイル・アリーナでフリオ・セハとWBC世界フェザー級挑戦者決定戦を行い、ダウンの応酬の末に10回50秒KO勝ちを収めゲーリー・ラッセル・ジュニアへの挑戦権を獲得した。
2022年1月22日、アトランティックシティのボルガタ・ホテル・カジノ・アンド・スパ内ボルガタ・イベント・センターでWBC世界フェザー級王者ゲーリー・ラッセル・ジュニアと対戦し、12回2-0（2者が115-113、114-114）の判定勝ちを収め王座を獲得した。
2022年7月9日、サンアントニオのアラモドームで元WBC世界スーパーバンタム級王者でWBC世界フェザー級1位のレイ・バルガスと対戦し、12回1-2（2者が112-115、114-113）の判定負けを喫し初防衛に失敗、王座から陥落した。
2023年3月4日、トヨタ・アリーナでWBC世界フェザー級王者レイ・バルガスが王座を保持したままWBC世界スーパーフェザー級王座へ挑戦するために設置されたWBC世界フェザー級暫定王座決定戦に出場。WBC世界同級1位のブランドン・フィゲロアと対戦し、12回0-3の判定負けを喫し王座獲得に失敗した。この試合でフィゲロアは50万ドル（約6600万円）、マグサヨは30万ドル（約3900万円）のファイトマネーを稼いだ。

## 獲得タイトル
- IBF世界フェザー級ユース王座
- WBO世界フェザー級ユース王座
- WBOインターナショナルフェザー級王座
- ABCフェザー級王座
- WBC世界フェザー級王座（防衛0）

## 表彰
- 2021年度プレミア・ボクシング・チャンピオンズ年間最高KO試合（フリオ・セハ戦）